# Il sindaco pescatore
Il sindaco pescatore è un film per la televisione del 2016 diretto da Maurizio Zaccaro, incentrato sulla vita di Angelo Vassallo, sindaco di Pollica, ucciso il 5 settembre 2010.
Liberamente tratto dal libro Il sindaco pescatore di Dario Vassallo e Nello Governato, è interpretato da Sergio Castellitto nel ruolo di Vassallo, affiancato da Anna Ferruzzo nel ruolo della moglie Angelina, Fabrizio Contri, Maurizio Marchetti e Lavinia Guglielman.

## Trama
Il pescatore Angelo Vassallo vive nel piccolo centro di Pollica nel Cilento, un paese completamente devastato dal malgoverno. Vassallo è un uomo pieno di speranze e vuole ridare lavoro e bellezza al comune di Pollica, combattendo la camorra che oltre a smerciare droga per il lungomare, ha permesso la realizzazione di opere pubbliche con appalti truccati che hanno ulteriormente deteriorato la figura del paese.
Vassallo si candida a sindaco e riesce a vincere, però deve immediatamente combattere contro l'ostilità degli assessori e addirittura del segretario. Dopo uno scontro col magistrato e col padre, a cui fa abbattere la casa abusiva e non a norma, Angelo Vassallo può iniziare la sua opera di bonifica della città.
Alle soglie del 2000 il comune diventa uno dei centri turistici più importanti del Cilento, con un porto attrezzato e una riserva naturale, ma resta sempre il problema della camorra e dello spaccio. Per cui nel 2010, poco tempo dopo aver fatto chiudere un locale notturno del lungomare, dove vi era un cospicuo spaccio di droga, Vassallo viene assassinato con diversi colpi di pistola, mentre stava rientrando a casa in auto.

## Distribuzione
Il film è andato in onda in prima serata su Rai Uno l'8 febbraio 2016:
Ascolti
| Episodio nº | Messa in onda   | Telespettatori | Share  |
| ----------- | --------------- | -------------- | ------ |
| 1           | 8 febbraio 2016 | 7 033 000      | 27,54% |

## Riconoscimenti
- Roma Fiction Fest
  - 2016 – Menzione speciale a Salvatore Basile[5]